# Joshua Leonard
Joshua Granville Leonard (Houston, Texas, 17 de junho de 1975) é um ator estadunidense. Fez grande sucesso no filme The Blair Witch Project (1999). Desde então tem atuado em filmes como Madhouse (2004), The Shaggy Dog (2006), Higher Ground (2011), The Motel Life (2012), Snake and Mongoose (2013), If I Stay (2014), The Town That Dreaded Sundown (2014), e 6 Years (2015).

## Primeiros anos
Leonard nasceu em Houston, Texas, filho de Joann, uma escritora, e Robert Leonard, professor de teatro na Universidade Estadual da Pensilvânia. Ele foi criado no State College, na Pensilvânia. Leonard obteve seu diploma acadêmico e aos 16 anos viajou para Chiapas, no México, onde lecionou em uma escola primária e se voluntariou em um instituto antropológico. Leonard, em seguida, passou um tempo em Seattle e Londres, onde desenvolveu interesse por fotografia, antes de se estabelecer em Nova Iorque aos 19 anos.

## Carreira
Em 1997, Leonard fez o teste e conseguiu um dos três papéis principais no filme de terror The Blair Witch Project. Embora ele tenha recebido apenas um salário inicial de US$ 500, a experiência se mostrou gratificante de outras maneiras, já que o filme combinava atuação e fotografia. O filme estreou no Festival Sundance de Cinema. Desde então, Leonard atuou em inúmeros filmes e programas de televisão, incluindo o filme Live from Baghdad, da HBO, o drama Things Behind the Sun, dirigido por Allison Anders, a comédia The Shaggy Dog com Tim Allen, o drama Men of Honor com Robert De Niro e Cuba Gooding Jr., e o thriller psicológico Bitter Feast com Larry Fessenden.
Em 2009, ele protagonizou o filme vencedor do Independent Spirit Award, Humpday, pelo qual ganhou o prêmio de Melhor Ator no Festival Internacional de Cinema de Gijón. Leonard também apareceu na aclamada série da HBO Hung e na série United States of Tara, da Showtime. Leonard dirigiu o curta-metragem The Youth in Us, exibido no Festival Sundance de Cinema de 2005. Em seguida, dirigiu o documentário de arte Beautiful Losers, vencendo o Grande Prêmio do Júri no festival CineVegas em 2008. Ele também dirigiu videoclipes para diversas bandas artistas populares, como Morcheeba, Harper Simon, Fitz and The Tantrums, além de ministrar artes cênicas no New York Film Academy, na Universidade da Califórnia em Irvine, e no Brasil, na Academia Internacional de Cinema em São Paulo, e na Academia Internacional de Cinema de Curitiba, no Paraná. Em 2011, Leonard protagonizou o drama Higher Ground, primeiro filme dirigido por Vera Farmiga, interpretando um homem religioso em desacordo com sua esposa (Farmiga). Ele também co-escreveu, dirigiu e estrelou The Lie, adaptação de um conto de moral diabólica do aclamado escritor T. C. Boyle. O projeto teve em seu elenco Mark Webber, Jess Weixler e Jane Adams, e foi bem recebido pelo público e pela crítica.
Leonard contracenou com Dakota Fanning em The Motel Life (2012). No ano seguinte, ele contracenou com Carol Kane e Natasha Lyonne no filme de comédia sombria Clutter, e co-estrelou o filme esportivo Snake and Mongoose. Em 2014, Leonard co-estrelou no filme de drama If I Stay, dirigido por R. J. Cutler e baseado no romance homônimo de Gayle Forman. Leonard foi então escalado para a terceira temporada da série de suspense dramático Bates Motel, da A&E, como James Finnigan, professor de psicologia com interesse amoroso por Norma Louise Bates. Em 2015, ele teve um papel principal no drama romântico 6 Years, dirigido por Hannah Fidell, que estreou no South by Southwest. Em dezembro de 2015, foi anunciado que Marisa Tomei e Timothy Olyphant estrelariam o filme de drama dirigido por Leonard, Behold My Heart.

## Vida pessoal
Em janeiro de 2015, Leonard anunciou seu noivado com a atriz Alison Pill, depois de ter feito a proposta a ela no Parque Nacional de Joshua Tree durante a celebração do Ano Novo. Eles se casaram em 24 de maio de 2015 em uma cerimônia íntima em Los Angeles, na qual a ex-namorada de Leonard, Bellamy Young, compareceu, pois os dois continuam amigos próximos. Em julho de 2016, Leonard e Pill anunciaram que estavam esperando seu primeiro filho, uma menina. Sua filha, Wilder Grace Leonard, nasceu em 19 de novembro de 2016.

## Filmografia

### Cinema
| Ano  | Título                        | Papel                    | Notas                       |
| ---- | ----------------------------- | ------------------------ | --------------------------- |
| 1999 | The Blair Witch Project       | Josh Leonard             |                             |
| 1999 | The Blur of Insanity          | Staley                   |                             |
| 2000 | In the Weeds                  | Adam                     |                             |
| 2000 | Men of Honor                  | Timothy Douglas Isert    |                             |
| 2001 | Things Behind the Sun         | Todd                     |                             |
| 2001 | Cubbyhouse                    | Danny Graham             |                             |
| 2002 | Deuces Wild                   | Punchy                   |                             |
| 2003 | Down with the Joneses         | Pete Jones               |                             |
| 2003 | Two Days                      | Bill Buehl               |                             |
| 2003 | Scorched                      | Rick Becker              |                             |
| 2004 | Madhouse                      | Clark Stevens            |                             |
| 2004 | Larceny                       | Nick Peters              |                             |
| 2005 | Shooting Livien               | Robby Love               |                             |
| 2005 | A Year and a Day              | Malcolm                  |                             |
| 2006 | The Death and Life of Bobby Z | Frequentador da festa #1 |                             |
| 2006 | Hatchet                       | Ainsley Dunston          |                             |
| 2006 | The Shaggy Dog                | Justin Forrester         |                             |
| 2007 | Country Remedy                | Darryl                   |                             |
| 2008 | Quid Pro Quo                  | Isaac's Dad              |                             |
| 2008 | Prom Night                    | Bellhop                  |                             |
| 2008 | 20 Years After                | Michael                  |                             |
| 2008 | Expecting Love                | Ian Everson              |                             |
| 2009 | Humpday                       | Andrew                   |                             |
| 2010 | Bitter Feast                  | JT Franks                |                             |
| 2010 | The Freebie                   | Convidado do jantar      |                             |
| 2011 | Higher Ground                 | Ethan Miller             |                             |
| 2011 | Shark Night                   | Robert "Red" Allyjah     |                             |
| 2011 | The Lie                       | Lonnie                   | Também roteirista e diretor |
| 2012 | The Motel Life                | Tommy Locowane           |                             |
| 2013 | Clutter                       | Charlie Bradford         |                             |
| 2013 | Snake and Mongoose            | Thomas Greer             |                             |
| 2014 | Among Ravens                  | Ellis Conifer            |                             |
| 2014 | If I Stay                     | Denny Hall               |                             |
| 2014 | The Town That Dreaded Sundown | Delegado Foster          |                             |
| 2014 | WildLike                      | Ted                      |                             |
| 2014 | The Ever After                | Christian                |                             |
| 2015 | 6 Years                       | Mark                     |                             |
| 2016 | Teenage Cocktail              | Tom Fenton               |                             |
| 2018 | Unsane                        | David Strine             |                             |
| 2018 | Dark Was the Night            |                          |                             |

### Televisão
| Ano               | Título                | Papel            | Notas                                       |
| ----------------- | --------------------- | ---------------- | ------------------------------------------- |
| 2000              | Sacrifice             | Jason            | Filme para a televisão                      |
| 2000              | The Outer Limits      | Andy Larouche    | Episódio: "Gettysburg"                      |
| 2002              | Live from Baghdad     | Mark Biello      | Filme para a televisão                      |
| 2004              | NYPD Blue             | Todd Garvin      | Episódio: "Divorce, Detective Style"        |
| 2004              | CSI: NY               | Matt Paulson     | Episódio: "A Man a Mile"                    |
| 2005              | CSI: Miami            | Jim Markham      | 3 episódios                                 |
| 2006              | Numbers               | Roy Mitchell     | Episódio: "Guns and Roses"                  |
| 2006              | Bones                 | Nate Gibbons     | Episódio: "The Headless Witch in the Woods" |
| 2009              | Hung                  | Pierce           | 3 episódios                                 |
| 2010              | United States of Tara | Ricky            | Episódio: "The Truth Hurts"                 |
| 2011              | Criminal Minds        | Lyle Donaldson   | Episódio: "Today I Do"                      |
| 2012              | The Finder            | Derek Towers     | Episódios: "The Great Escape"               |
| 2012              | The Producer          | Mike Cabot       | Episódio piloto não comercializado          |
| 2012              | Touch                 | King Roadie      | Episódio: "Kite Strings"                    |
| 2012–13           | The Mob Doctor        | Scott Parker     | 2 episódios                                 |
| 2014              | True Detective        | Mitch            | Episódio: "Who Goes There"                  |
| - 2014; - 2016–17 | Scorpion              | Mark Collins     | 5 episódios                                 |
| 2015              | Down Dog              | Jimmy Wood jovem | Filme para a televisão                      |
| 2015–16           | Togetherness          | Dudley           | 6 episódios                                 |
| 2015              | Bates Motel           | James Finnigan   | 6 episódios                                 |
| 2016              | Heartbeatt            | Max Elliot       | 7 episódios                                 |
| 2017              | StartUp               | Rance            | Papel recorrente                            |